# 贝阿恩
贝阿恩（法語： [be.aʁn]；贝阿恩方言： [beˈaɾ] 或  ['bjar]）是法国的历史上的一个行省，位于法国西南，比利牛斯山脚下。它与苏勒、拉布尔和下纳瓦拉共同构成現今的大西洋比利牛斯省，其中贝阿恩占该省面积的3/5。贝阿恩地区人口约35万。首府是波城。

## 外部連結
- Bearn in the History of Navarre（页面存档备份，存于）
- （英文） Pau-Online.com[永久]

43°18′00″N 0°22′00″W / 43.3000°N 0.3667°W